# Pod Kamenným vrchem
Pod Kamenným vrchem je přírodní rezervace poblíž obce Polnička v okrese Žďár nad Sázavou v nadmořské výšce 600–615 metrů. Oblast spravuje AOPK ČR, RP Správa CHKO Žďárské vrchy.
Důvodem ochrany je luční enkláva mezi lesy s přírodě blízkými travními porosty s vlhkomilnými a rašeliništními druhy rostlin, z nich mnohé jsou chráněny (rosnatka, vstavače, vachta). Lokalita je významným biotopem obojživelníků, význačných druhů ptactva a savců. Součástí rezervace je i přilehlý Kamenný rybník.